# Vesvres
Vesvres is een gemeente in het Franse departement Côte-d'Or (regio Bourgogne-Franche-Comté) en telt 24 inwoners (2009). De plaats maakt deel uit van het arrondissement Montbard.

## Geografie
De oppervlakte van Vesvres bedraagt 4,0 km², de bevolkingsdichtheid is dus 6 inwoners per km².
De onderstaande kaart toont de ligging van Vesvres met de belangrijkste infrastructuur en aangrenzende gemeenten.

## Demografie
Onderstaande figuur toont het verloop van het inwonertal (bron: INSEE-tellingen).